# 富岡久貴
富岡 久貴（とみおか ひさき、1973年5月8日 - ）は、群馬県出身の元プロ野球選手（投手）。左投左打。2000年から2001年までの登録名は富岡 大記（とみおか ひろき）。

## 来歴・人物

### プロ入り前
高崎工高では1年の秋から投手となり、3年春の群馬大会でノーヒットノーランを達成。続く夏の群馬大会の1回戦でも、5回参考記録ながら12奪三振で再びノーヒットノーランを記録している。同大会では無失点のままベスト8に進んだが、マメをつぶした事もあり樹徳高校に敗れた。
卒業後は東京ガスに進むと1994年に東芝府中の補強選手で都市対抗野球へ出場する。社会人の1年後輩に西武で同僚となる大友進がいる。
1994年度ドラフト会議にて西武ライオンズから1位指名を受けて入団。

### NPB時代
1995年には西口文也とともに、アメリカの独立リーグであるノーザンリーグのスーシティ・エクスプローラーズで野球留学した。
最速150km/hを超すストレートを持ち、左腕不足の西武ライオンズにあって大いに期待されたが制球難で一軍に定着できず、1998年に金銭トレードで広島東洋カープへ移籍。
1999年に金銭トレードで西武ライオンズに復帰するも制球難は変わらなかった。
2002年シーズンオフに石井義人、細見和史との交換トレードで中嶋聡とともに横浜ベイスターズへ移籍。
2003年に自己最多の38試合に登板。
2004年には7月3日の対中日ドラゴンズ戦で10年目にしてプロ入り初勝利を挙げた。しかしこの年限りで10月1日に戦力外通告を受け、合同トライアウトに参加、古巣西武ライオンズの目に留まり2度目の復帰を果たした。
2005年1試合も一軍での登板がないままシーズン終了後には来期構想から外れ、金銭トレードで東北楽天ゴールデンイーグルスへ移籍した。
2007年に3度目の戦力外通告を受けた。
その後、ベースボール・チャレンジ・リーグのトライアウトを受け、地元である群馬ダイヤモンドペガサスへの入団が決まった。

### BCリーグ時代
2008年4月19日、群馬ダイヤモンドペガサスの開幕投手に指名され、信濃グランセローズ相手に7回終了時まで完全試合を進めるが、8回に一本の内野安打から崩れ一気に5失点し、負け投手になってしまった。しかしその後は主力投手として活躍し、11勝3敗の成績を残した。
2008年6月13日の対新潟アルビレックスBC戦で、6回に死球を与えた後、次打者の根鈴雄次にホームランを浴びた。根鈴はダイヤモンドを回る際に富岡や群馬のベンチに暴言や挑発行為をした。これについて富岡は試合後に自身のブログにこの事件と根鈴の行為を非難する書き込みを行い、ファンに意見を求めた。後日リーグは根鈴に出場停止3試合の処分を科したが、富岡に対してもブログの内容がファンをあおったとして注意処分を下している。
2009年はリリーフに回ったが、出場機会が少なく1勝1敗4セーブに終わる。その後2度目の12球団合同トライアウトに参加した。11月14日付で戦力外通告を受けて現役を引退。
群馬で投手コーチを務めた河野博文によれば、チームで一番の年上であり、面倒見のよい兄貴的存在で、富岡から他の若手選手たちに声をかけてアドバイスする一方、若手選手の方から富岡に聞きに行くほど信頼されていたという。

### 現役引退後
現在は群馬県内の企業に勤務している。

## 詳細情報

### 年度別投手成績
| 年 度     | 球 団     | 登 板 | 先 発 | 完 投 | 完 封 | 無 四 球 | 勝 利 | 敗 戦 | セ 丨 ブ | ホ 丨 ル ド | 勝 率 | 打 者 | 投 球 回 | 被 安 打 | 被 本 塁 打 | 与 四 球 | 敬 遠 | 与 死 球 | 奪 三 振 | 暴 投 | ボ 丨 ク | 失 点 | 自 責 点 | 防 御 率 | W H I P |
| --------- | --------- | ----- | ----- | ----- | ----- | -------- | ----- | ----- | -------- | ----------- | ----- | ----- | -------- | -------- | ----------- | -------- | ----- | -------- | -------- | ----- | -------- | ----- | -------- | -------- | ------- |
| 1995      | 西武      | 1     | 0     | 0     | 0     | 0        | 0     | 0     | 0        | --          | ----  | 4     | 1.0      | 0        | 0           | 1        | 0     | 0        | 1        | 0     | 0        | 0     | 0        | 0.00     | 1.00    |
| 1996      | 西武      | 1     | 0     | 0     | 0     | 0        | 0     | 0     | 0        | --          | ----  | 15    | 3.0      | 4        | 1           | 2        | 0     | 0        | 1        | 1     | 0        | 3     | 3        | 9.00     | 2.00    |
| 1997      | 西武      | 5     | 0     | 0     | 0     | 0        | 0     | 0     | 0        | --          | ----  | 7     | 1.0      | 3        | 0           | 2        | 0     | 0        | 0        | 0     | 0        | 0     | 0        | 0.00     | 5.00    |
| 1998      | 広島      | 16    | 0     | 0     | 0     | 0        | 0     | 0     | 0        | --          | ----  | 99    | 21.0     | 19       | 1           | 20       | 0     | 0        | 24       | 4     | 0        | 11    | 10       | 4.29     | 1.86    |
| 2000      | 西武      | 8     | 2     | 0     | 0     | 0        | 0     | 1     | 0        | --          | .000  | 44    | 8.2      | 8        | 0           | 11       | 0     | 0        | 8        | 0     | 0        | 5     | 4        | 4.15     | 2.19    |
| 2001      | 西武      | 1     | 1     | 0     | 0     | 0        | 0     | 0     | 0        | --          | ----  | 9     | 1.0      | 2        | 0           | 4        | 0     | 0        | 1        | 0     | 0        | 2     | 2        | 18.00    | 6.00    |
| 2002      | 西武      | 2     | 1     | 0     | 0     | 0        | 0     | 0     | 0        | --          | ----  | 37    | 7.1      | 6        | 0           | 8        | 1     | 2        | 2        | 2     | 0        | 5     | 4        | 4.91     | 1.91    |
| 2003      | 横浜      | 38    | 2     | 0     | 0     | 0        | 0     | 3     | 0        | --          | .000  | 232   | 53.1     | 58       | 6           | 22       | 2     | 2        | 38       | 3     | 0        | 26    | 24       | 4.05     | 1.50    |
| 2004      | 横浜      | 4     | 0     | 0     | 0     | 0        | 1     | 0     | 0        | --          | 1.000 | 18    | 4.1      | 3        | 0           | 2        | 0     | 1        | 2        | 1     | 0        | 0     | 0        | 0.00     | 1.15    |
| 通算：9年 | 通算：9年 | 76    | 6     | 0     | 0     | 0        | 1     | 4     | 0        | --          | .200  | 465   | 100.2    | 103      | 8           | 72       | 3     | 5        | 77       | 11    | 0        | 52    | 47       | 4.20     | 1.74    |

### 記録
NPB
- 初登板：1995年10月6日、対近鉄バファローズ26回戦（藤井寺球場）、8回裏に3番手で救援登板、1回無失点
- 初奪三振：同上、8回裏に野林大氣から
- 初先発登板：2000年6月15日、対福岡ダイエーホークス14回戦（福岡ドーム）、3回2失点（自責点1）で敗戦投手
- 初勝利：2004年7月3日、対中日ドラゴンズ16回戦（横浜スタジアム）、5回表2死に2番手で救援登板、1/3回無失点

### 独立リーグでの投手成績
| 年 度     | 球 団     | 登 板 | 完 投 | 勝 利 | 敗 戦 | セ ｜ ブ | 勝 率 | 打 者 | 投 球 回 | 被 安 打 | 被 本 塁 打 | 与 四 球 | 与 死 球 | 奪 三 振 | 暴 投 | ボ ｜ ク | 失 点 | 自 責 点 | 防 御 率 | W H I P |
| --------- | --------- | ----- | ----- | ----- | ----- | -------- | ----- | ----- | -------- | -------- | ----------- | -------- | -------- | -------- | ----- | -------- | ----- | -------- | -------- | ------- |
| 2008      | 群馬      | 23    | 1     | 11    | 3     | 1        | .786  | 533   | 134.1    | 94       | 5           | 27       | 17       | 97       | 2     | 0        | 40    | 31       | 2.08     | 0.90    |
| 2009      | 群馬      | 17    | 0     | 1     | 1     | 4        | .500  | 98    | 23.1     | 22       | 1           | 5        | 1        | 24       | 3     | 0        | 3     | 3        | 1.16     | 1.17    |
| 通算：2年 | 通算：2年 | 40    | 1     | 12    | 4     | 5        | .750  | 631   | 157.2    | 116      | 6           | 32       | 18       | 121      | 5     | 0        | 43    | 34       | 1.95     | 0.94    |

### 背番号
- 33 （1995年 - 1997年）
- 13 （1998年）
- 39 （1999年）
- 40 （2000年 - 2002年）
- 37 （2003年 - 2004年）
- 59 （2005年 - 2007年）
- 20 （2008年 - 2009年）

### 登録名
- 富岡 久貴 （とみおか ひさき、1995年 - 1999年、2002年 - 2009年）
- 富岡 大記 （とみおか ひろき、2000年 - 2001年）